# Tualang (Rundeng)
Tualang is een bestuurslaag in het regentschap Subulussalam van de provincie Atjeh, Indonesië. Tualang telt 379 inwoners (volkstelling 2010).